# 九龍巴士33線

九龍巴士33線是由九巴營運的香港專利巴士線，來往荃灣西站及油塘，只在星期一至五提供服務，途經沙咀道、環宇海灣、荃灣路、龍翔道、黃大仙、九龍灣商貿區、觀塘碼頭、麗港城，但不停葵涌、天馬苑、鑽石山、彩虹邨及觀塘道的特快路線。
九龍巴士33B線是33線的分支，起訖點與33線相同，但改經觀塘道往返龍翔道及鯉魚門道，不停九龍灣商貿區及觀塘碼頭，只在星期六、日及公眾假期提供服務。

## 歷史
- 2016年2月：運輸署在2016-2017年度巴士路線計劃中，提出開辦一條來往荃灣西站至油塘的巴士線[3]，經過招標營辦商後，預計在2017年尾至2018年初開辦。[4]
- 2019年6月19日；運輸署透露此路線將由九巴營運，編號是33號，[5]但有消息指運輸署沒有經招標，而直接批予九巴營運。[6]
- 2019年7月22日：此路線開辦[7][8]。
- 2020年10月5日：往油塘方向增設龍翔道「畢架山花園」站，原有在「豐力樓」站生效的分段收費提前至「畢架山花園」站實施。[9]
- 2021年10月16日：[10]
  - 33B開辦，提供星期六及公眾假期服務，荃灣西站開出的服務時間是06:30至21:30，油塘開出的服務時間是06:55至22:05。
  - 33延長服務時間及加強服務，荃灣西站尾班車延長至23:00，油塘尾班車延長至23:05。

## 服務時間及班次
| 荃灣西站開       | 荃灣西站開          | 荃灣西站開          | 油塘開               | 油塘開              | 油塘開       |
| 日期             | 服務時間            | 班次（分鐘）        | 服務日期             | 服務時間            | 班次（分鐘） |
| ---------------- | ------------------- | ------------------- | -------------------- | ------------------- | ------------ |
| 星期一至五       | 06:30-07:40         | 17/18               | 星期一至五           | 06:55-08:35         | 20           |
| 星期一至五       | 07:40-08:10         | 15                  | 星期一至五           | 09:05               | 09:05        |
| 星期一至五       | 08:35               | 08:35               | 星期一至五           | 09:30-10:45         | 25           |
| 星期一至五       | 09:05-17:05         | 30                  | 星期一至五           | 10:45-16:45         | 30           |
| 星期一至五       | 17:05-18:20         | 25                  | 星期一至五           | 17:10、17:25        | 17:10、17:25 |
| 星期一至五       | 18:20-19:50         | 30                  | 星期一至五           | 17:40-18:20         | 20           |
| 星期一至五       | 19:50-21:30         | 25                  | 星期一至五           | 18:20-19:10         | 25           |
| 星期一至五       | 21:30-23:00         | 30                  | 星期一至五           | 19:10-21:40         | 30           |
|                  |                     |                     | 星期一至五           | 22:05、22:35、23:05 |              |
| 星期六           | 06:30-07:30         | 30                  | 星期六、日及公眾假期 | 06:55-08:25         | 30           |
| 星期六           | 07:50、08:10、08:35 | 07:50、08:10、08:35 | 星期六、日及公眾假期 | 08:25-10:05         | 25           |
| 星期六           | 09:00-21:30         | 30                  | 星期六、日及公眾假期 | 10:05-22:05         | 30           |
| 星期日及公眾假期 | 06:30-07:30         | 30                  |                      |                     |              |
| 星期日及公眾假期 | 07:30-10:00         | 25                  |                      |                     |              |
| 星期日及公眾假期 | 10:00-21:30         | 30                  |                      |                     |              |

- 粉紅字班次為33B

## 收費
33(B)
全程：$10.6
- 畢架山花園往油塘／過荃青交匯處往荃灣西站：$7.1

| - 本線設有12歲以下小童及65歲或以上長者半價優惠。 - 65歲或以上香港居民使用「樂悠咭」，以及12歲以下合資格殘疾兒童使用「殘疾人士身份」個人八達通繳付車資，均可享有每程$2.0或半價（以較低者為準）的票價優惠；12至64歲合資格殘疾人士使用「殘疾人士身份」個人八達通（包括「樂悠咭」），以及60至64歲香港居民使用「樂悠咭」繳付車資，均可享有每程$2.0或全費（以較低者為準）的票價優惠。 - 65歲或以上長者如使用長者或一般個人八達通繳付車資，則只可享有半價優惠；12至64歲合資格殘疾人士如不使用「殘疾人士身份」個人八達通，以及60至64歲人士如不使用「樂悠咭」繳付車資，必須繳付全費。 - 乘客可以現金或八達通於上車時付款，不設找續。 - 每位成人乘客可免費攜帶最多兩名4歲以下而不佔座位的兒童乘客乘車，超額之4歲以下小童必須繳付小童車費乘車。 - 持有「九巴月票」之乘客在車票有效期內，每日可享最多10程任何九龍巴士及龍運巴士路線（包括本路線，以及聯營路線的九龍巴士／龍運巴士提供的班次；惟乘搭機場「A」及「NA」線則可享原價二七折優惠（不會計算每天10次合資格車程））；而B1線則每日可享最多各2程（不會計算每天10次合資格車程）。 - 九龍巴士、城巴、龍運巴士及陽光巴士全職員工及家屬（不包括外判職員）可免費乘搭本路線，惟必須拍職員或職員家屬八達通。 - 乘客亦可透過多元化電子支付系統（e度嘟）繳付車資，包括使用非接觸式VISA卡、JCB卡、萬事達卡、銀聯卡、美國運通、大來國際、Discover Card、Apple Pay、Google Pay、Samsung Pay、AlipayHK「易乘碼」、支付寶、WeChatHK／微信支付「搭車碼」、銀聯雲閃付「乘車碼」及BOC Pay「乘車碼」。乘客使用此付款方式，使用此支付方式的乘客可享有中途下車之分段收費，以及與其他九巴／龍運獨營路線或聯營線九巴／龍運班次之轉乘優惠，惟不適用於與非九巴／龍運路線之轉乘優惠，亦不能享有「公共交通費用補貼計劃」及「長者及合資格殘疾人士公共交通票價優惠計劃」。 |

### 八達通轉乘優惠
乘客登上本線後150分鐘內以同一張八達通卡轉乘以下路線，或從以下路線登車後150分鐘內以同一張八達通卡轉乘本線，次程可獲車資折扣優惠：
33(B)←→2F、3C、38、40、40P、42C、61X、62X、80、89、89B、211、214、216M、258D、259D、268C、269C、290、290A、290E、290X、X42C
- 於黃大仙站或沙田坳道轉乘，次程車資減$4.2，上述路線雙向均可適用。

33(B)↔61X/258D/259D可同時享用屯門公路轉車站轉乘優惠
33(B)↔268C/269C可同時享用大欖隧道轉乘優惠
33B↔14S，次程可獲$1折扣優惠
- 14S往油塘 → 33B往荃灣
- 33B往油塘 → 14S往將軍澳華人永遠墳場

## 使用車輛
現時本線使用8輛Enviro 500 MMC 12米（ATENU）行走本線。
| 車隊編號  | 車牌   |
| --------- | ------ |
| ATENU923  | TY5944 |
| ATENU979  | UB4071 |
| ATENU993  | UB7321 |
| ATENU1031 | UC5739 |
| ATENU1110 | UG4464 |
| ATENU1319 | VF5068 |
| ATENU1206 | UR3975 |
| ATENU1604 | VS6354 |

## 行車路線
33(B)
荃灣西站開經：大河道、沙咀道、聯仁街、馬頭壩道、德士古道、荃青交匯處、荃灣路、葵涌道、呈祥道、龍翔道、觀塘道、偉業街、啟祥道、宏照道、常悅道、常怡道、宏照道、海濱道、順業街、偉業街、觀塘碼頭通道、觀塘碼頭巴士總站、偉業街、偉發道、觀塘繞道、鯉魚門道及高超道。
33B線依33原線駛至觀塘道後，改經觀塘道下通道、觀塘道，然後返回鯉魚門道33原線，而不經斜體字之路段。
油塘開經：高超道、鯉魚門道、偉發道、偉業街、觀塘碼頭通道、觀塘碼頭巴士總站、偉業街、常怡道、宏照道、啟祥道、偉業街、觀塘道、天橋、龍翔道、呈祥道、葵涌道、荃灣路、荃青交匯處、德士古道、馬頭壩道、聯仁街、沙咀道及大河道。

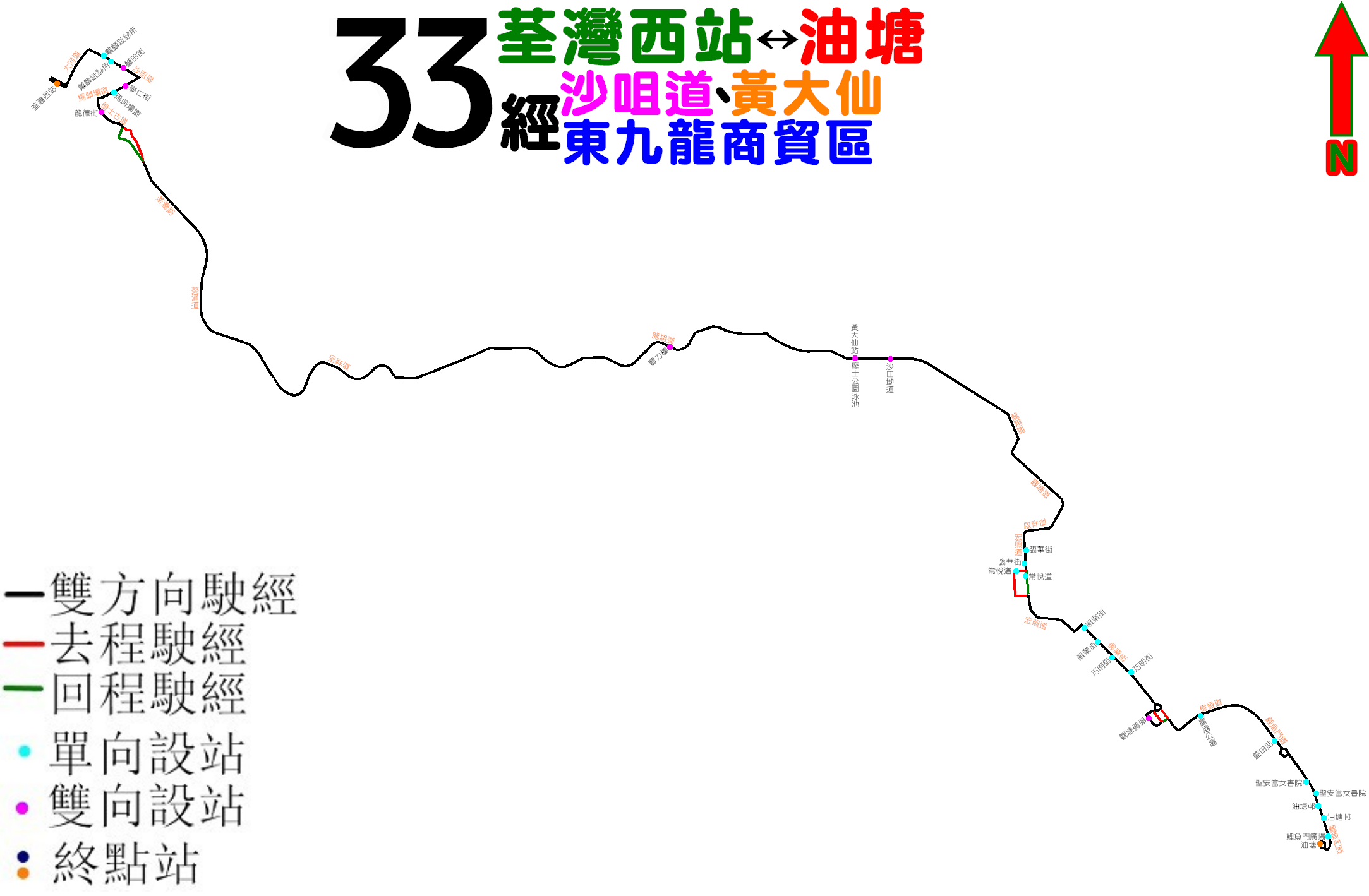
33線的走線圖

33B線不經斜體字之路段。
33線之具體停站請參考資訊框
33B線之具體停站請參考資訊框

## 使用狀況
33線於荃灣區駛經沙咀道，在九龍東內亦深入九龍灣商貿區及觀塘商貿區，成功吸引上班人士選乘，繁忙時間經常頂閘。可是，商貿區人流只集中在上下班時段，非繁忙時間需求較低，故有關時段客量較低。

## 第一代九巴33線
第一代九巴33線來往荃灣碼頭至深水埗碼頭，在1963年9月1日開辦。不過，隨着地鐵荃灣線於1982年5月通車，乘客大多轉搭地鐵往返，加上荃葵工業區因香港工業北移至中國大陸而逐漸式微，該線在1991年6月6日併入33A線而停辦。

## 第一代九巴33B線
第一代九巴33B線來往葵興至深水埗碼頭，在1971年12月1日開辦。隨着地鐵荃灣線於1982年5月通車，此路線亦功成身退，永久停辦。

## 外部連結
- 香港巴士大典上的相关条目：九巴33線
- 香港巴士大典上的相关条目：九巴33B線